# Epes
Epes é uma cidade  localizada no estado americano do Alabama, no Condado de Sumter.

## Demografia
Segundo o censo americano de 2000, a sua população era de 206 habitantes.
Em 2006, foi estimada uma população de 191, um decréscimo de 15 (-7.3%).

## Geografia
De acordo com o United States Census Bureau, a localidade tem uma área de 5,0 km², sem área coberta por água.

## Localidades na vizinhança
O diagrama seguinte representa as localidades num raio de 32 km ao redor de Epes.